# Bahnhof Puigcerdà
Der Bahnhof Puigcerdà (letzter Buchstabe auch a bzw. á) ist ein Grenzbahnhof in den spanischen Pyrenäen an der Grenze zu Frankreich. Er weist Gleise mit zwei Spurweiten auf, der iberischen Breitspur und der europäischen Regelspur.

## Lage
Die 8838 Einwohner (Stand November 2011) zählende Stadt Puigcerdà und ihr etwas tiefer liegender Bahnhof befinden sich auf mehr als 1200 Metern Höhe in der Comarca Cerdanya in der Provinz Girona.

## Geschichte

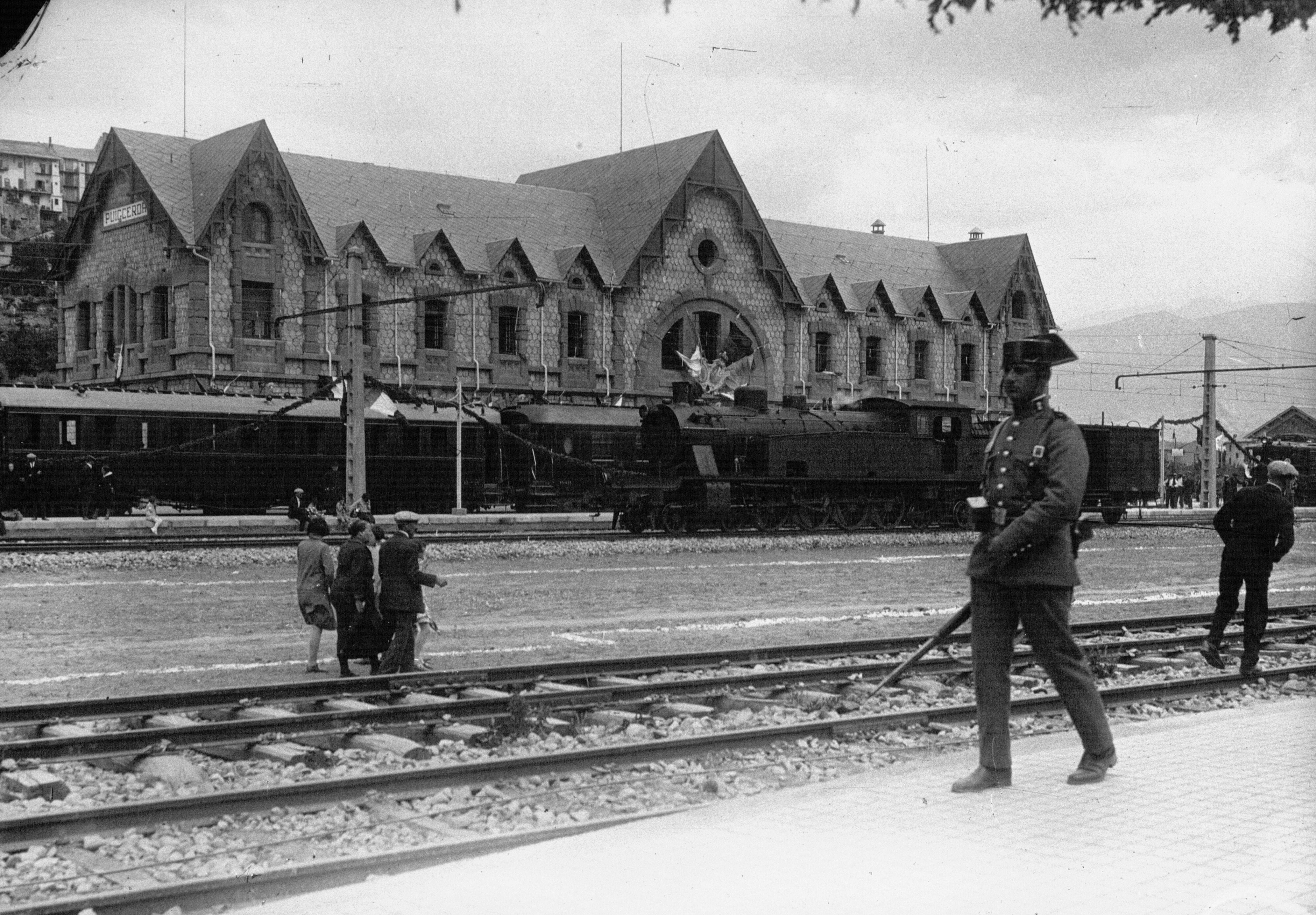
Bei der Eröffnung

Der Abschnitt bis Puigcerdà der Bahnstrecke Barcelona–Latour-de-Carol - Enveitg und der Bahnhof wurden Ende 1922 eröffnet, die Verlängerung in den französischen Bahnhof Latour-de-Carol - Enveitg am 5. Juni 1928. Von dort kommt ein Regelspurgleis für französische Züge, das das Breitspurgleis am Nordkopf des Bahnhofs kreuzte und nach 1997 an dieser Stelle unterbrochen wurde. Der ehemalige Güterbahnhof mit Umladehalle sowie sämtliche regelspurige Anlagen liegen brach.

## Betrieb
Es werden drei Gleise an zwei Bahnsteigen, die über niveaugleiche Übergänge verbunden sind, genutzt. Der Bahnhof wird von Zügen nach Latour-de-Carol – Enveitg der Línea R3 des Regionalverkehrsnetzes von Barcelona bedient. Vom Bahnhof aus führt ein teilweise oberirdisch verlaufender Schrägaufzug in die Stadt.
Im benachbarten Latour-de-Carol – Enveit besteht Anschluss an den Regionalverkehr der SNCF nach Toulouse.

Bahnhof Puigcerdà im Jahr 1998
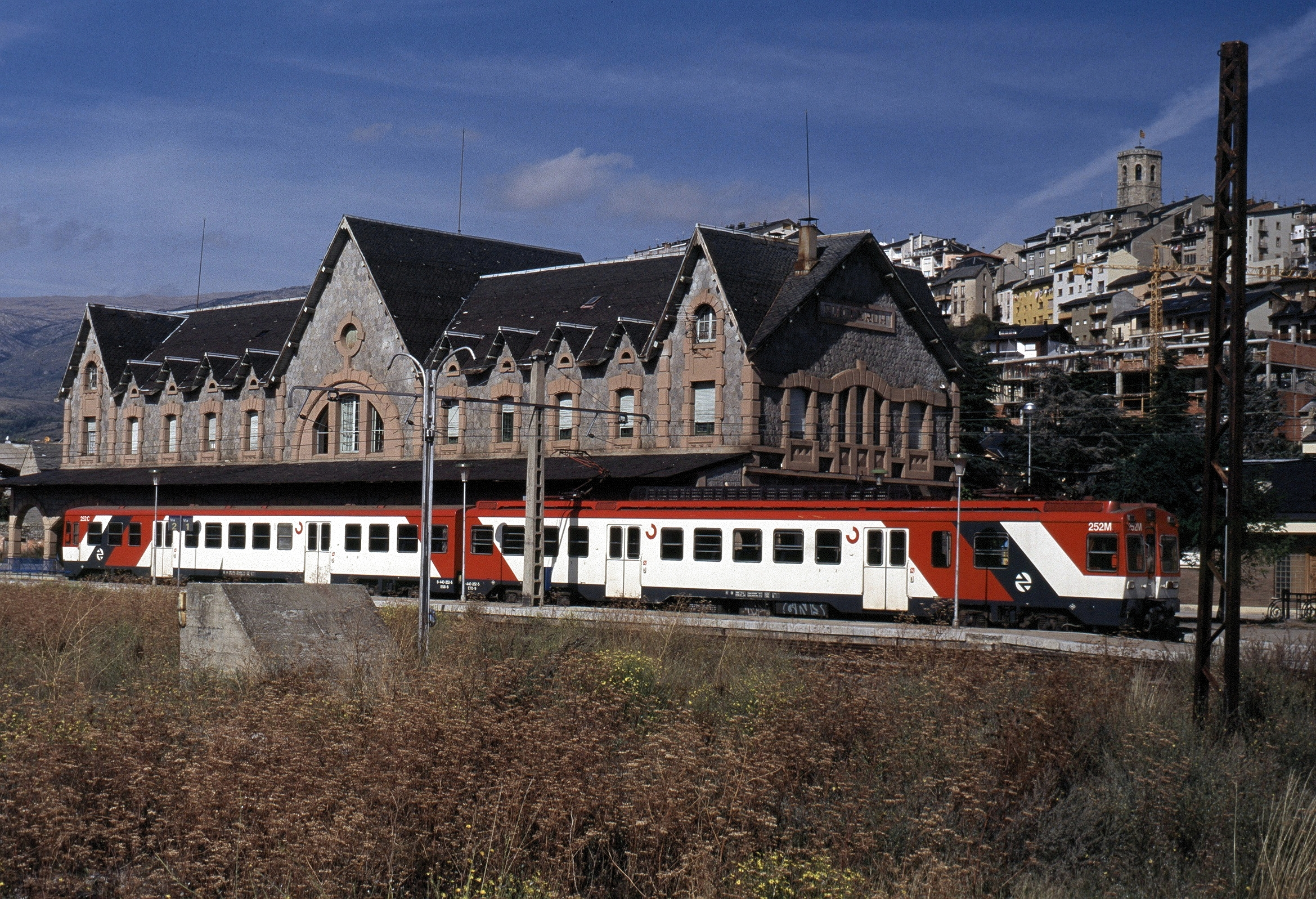
Mit breitspurigem Regionalzug der RENFE
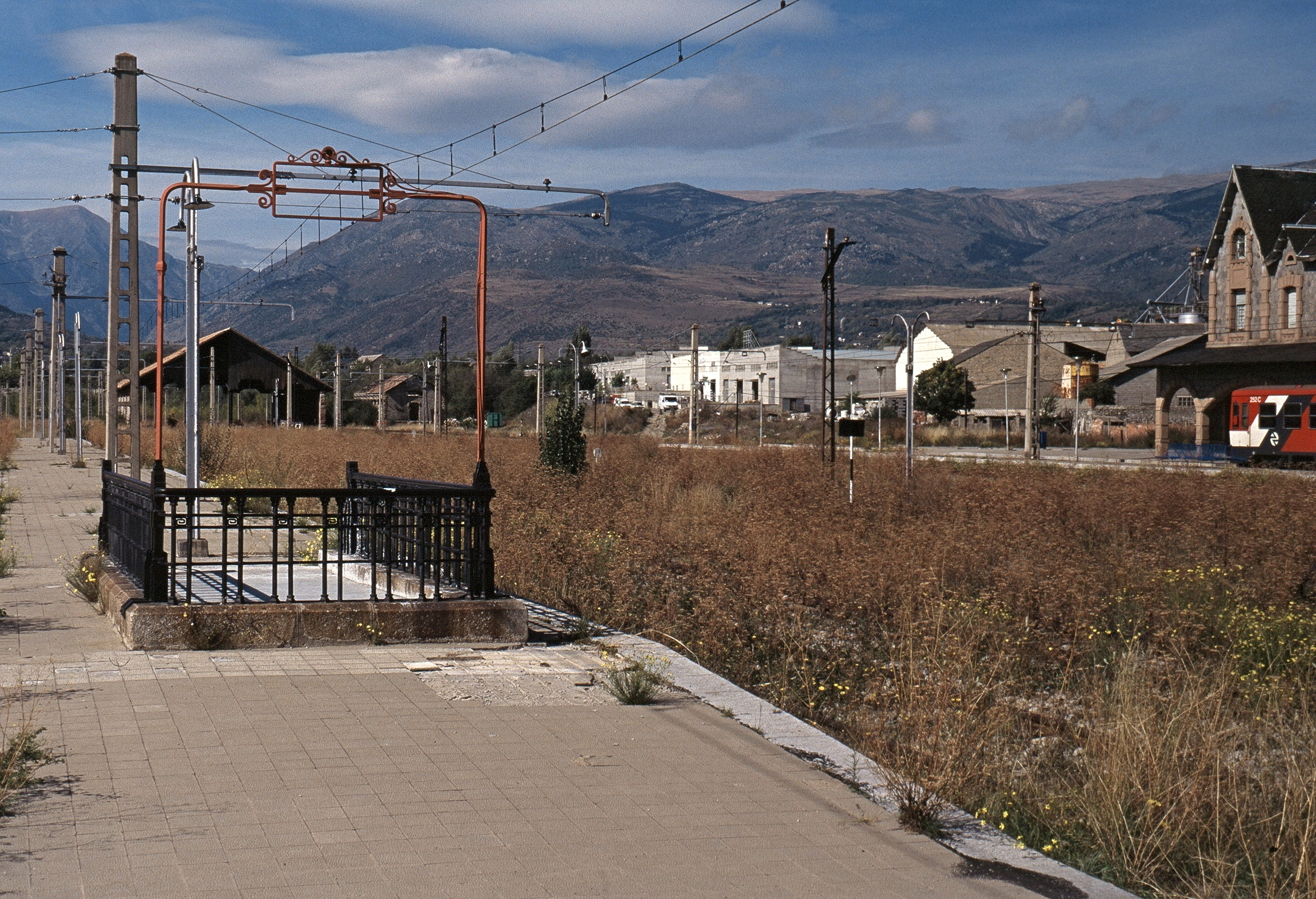
Im Vordergrund der ehemalige „französische“ Bahnsteig
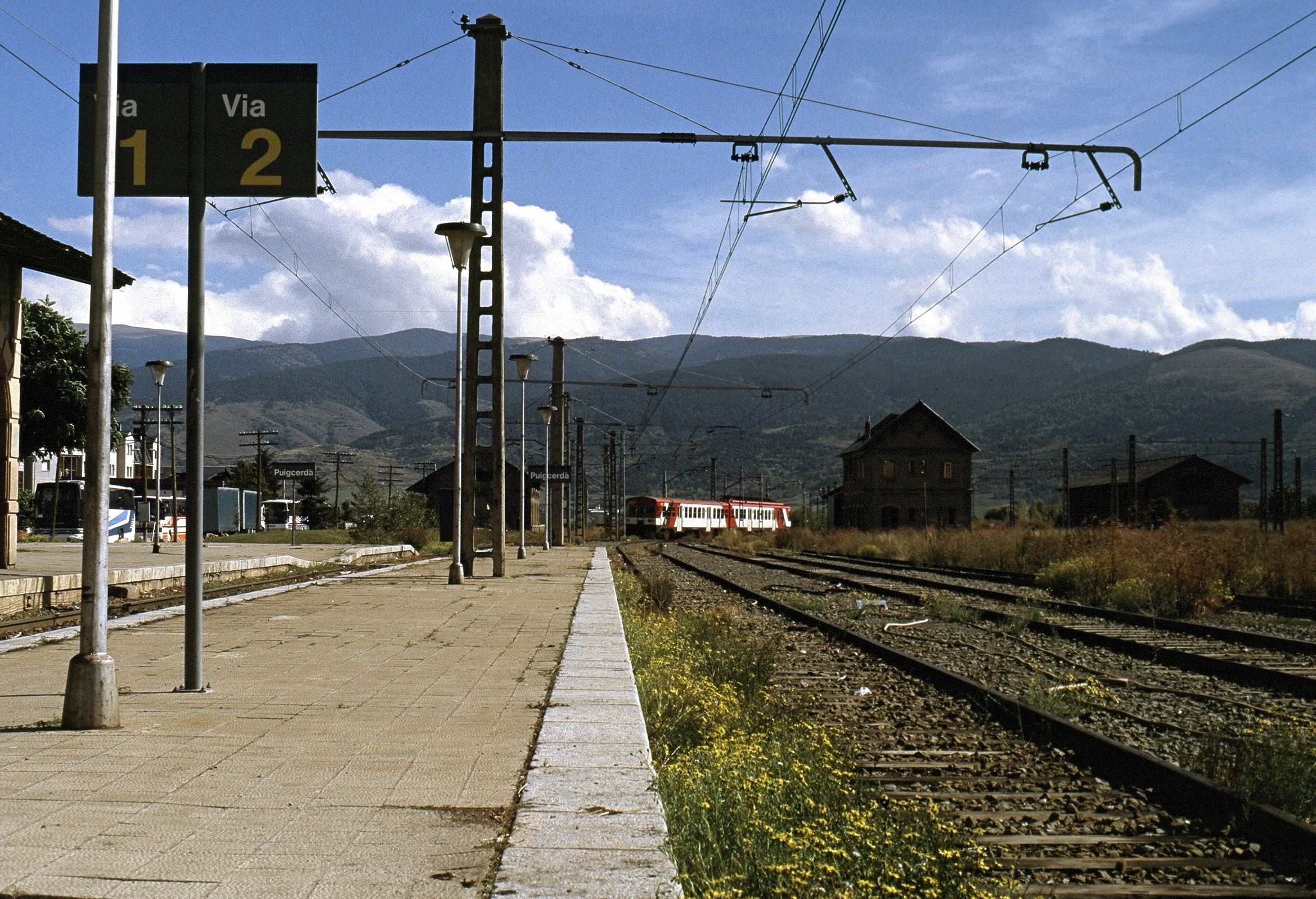
Südlicher Bahnhofskopf mit einfahrendem Regionalzug
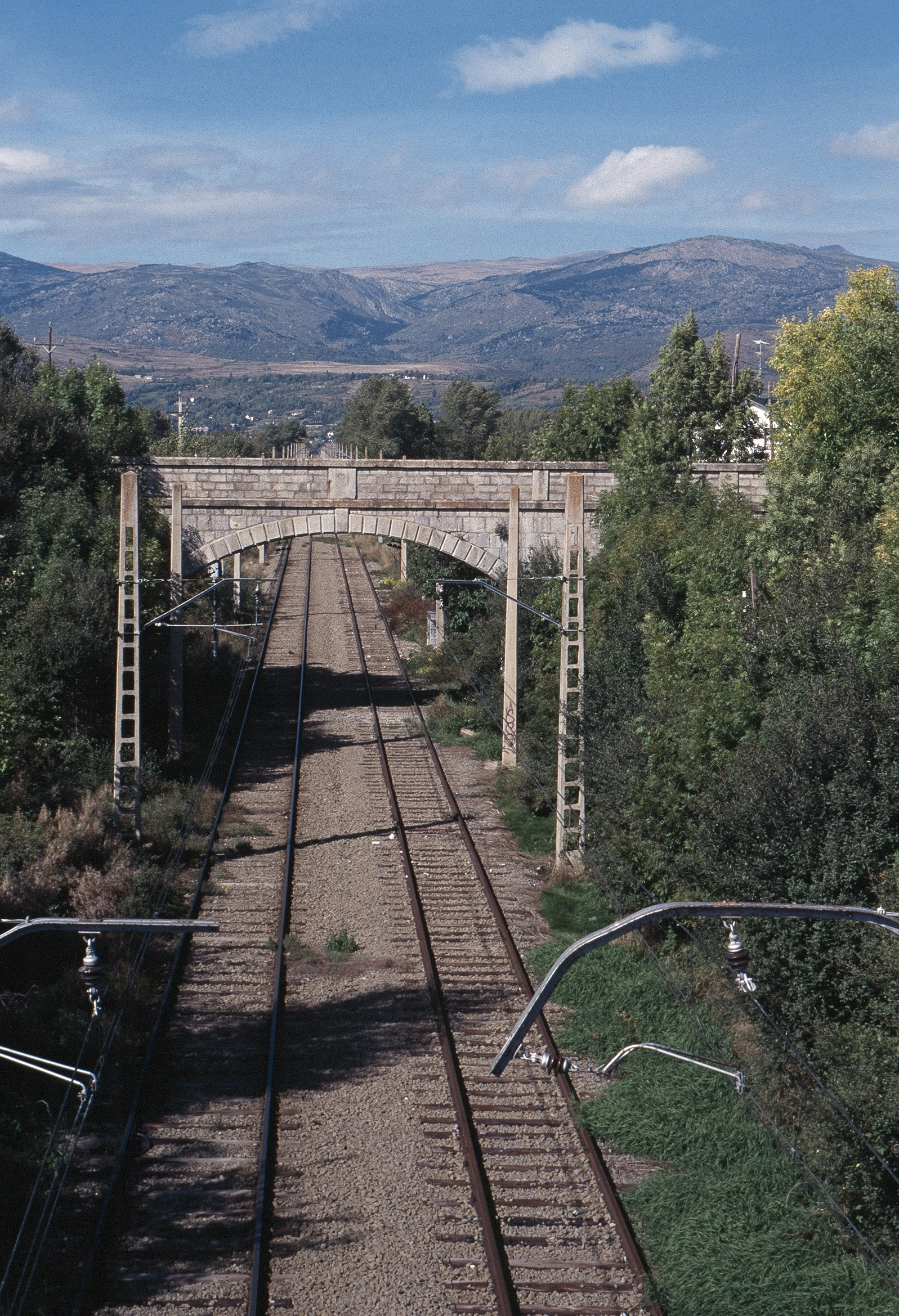
Gleise beider Spurweiten nach Latour-de-Carol – Enveitg
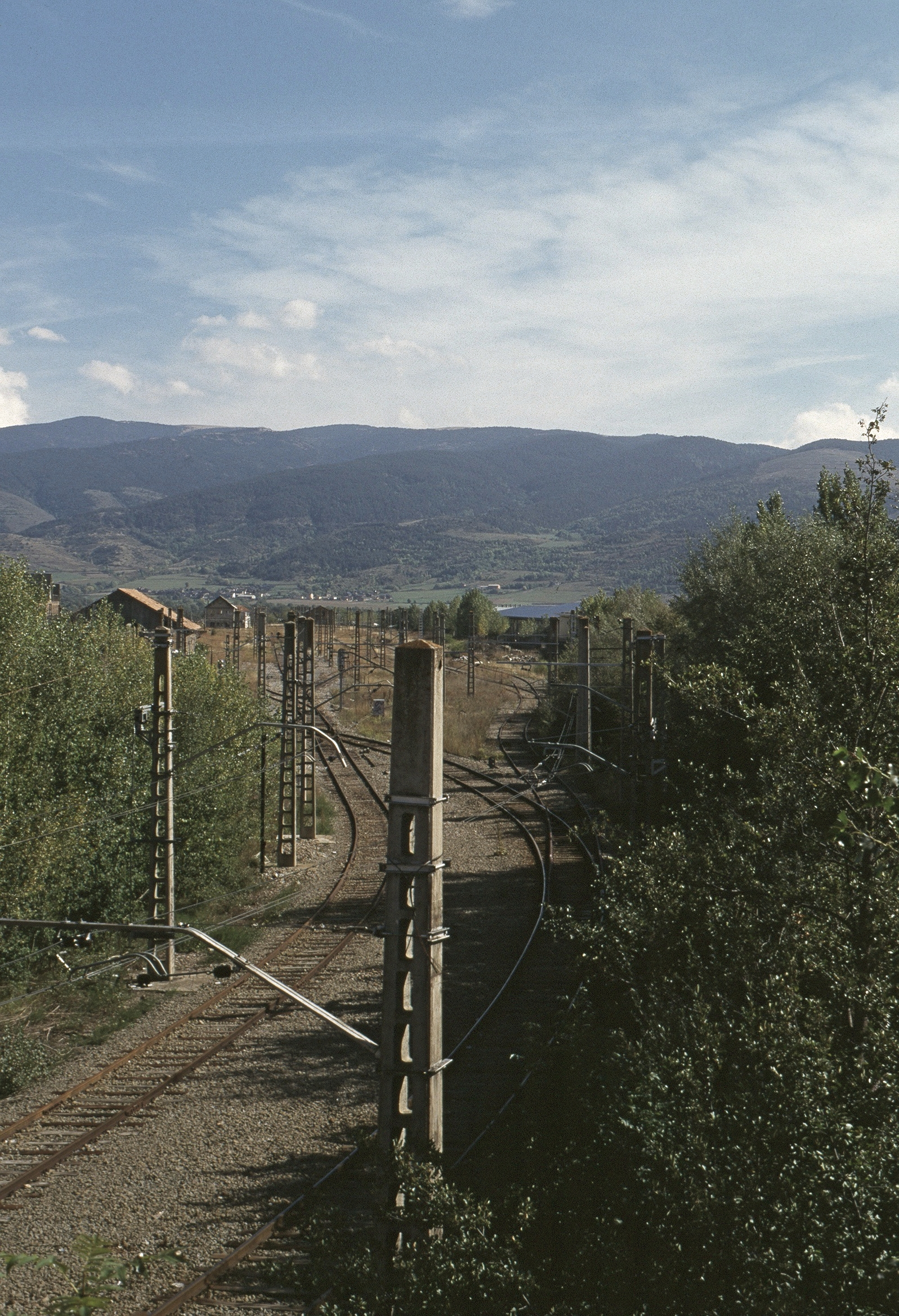
Kreuzung beider Spurweiten in der nördlichen Bahnhofseinfahrt, vor Unterbrechung des Normalspurgleises
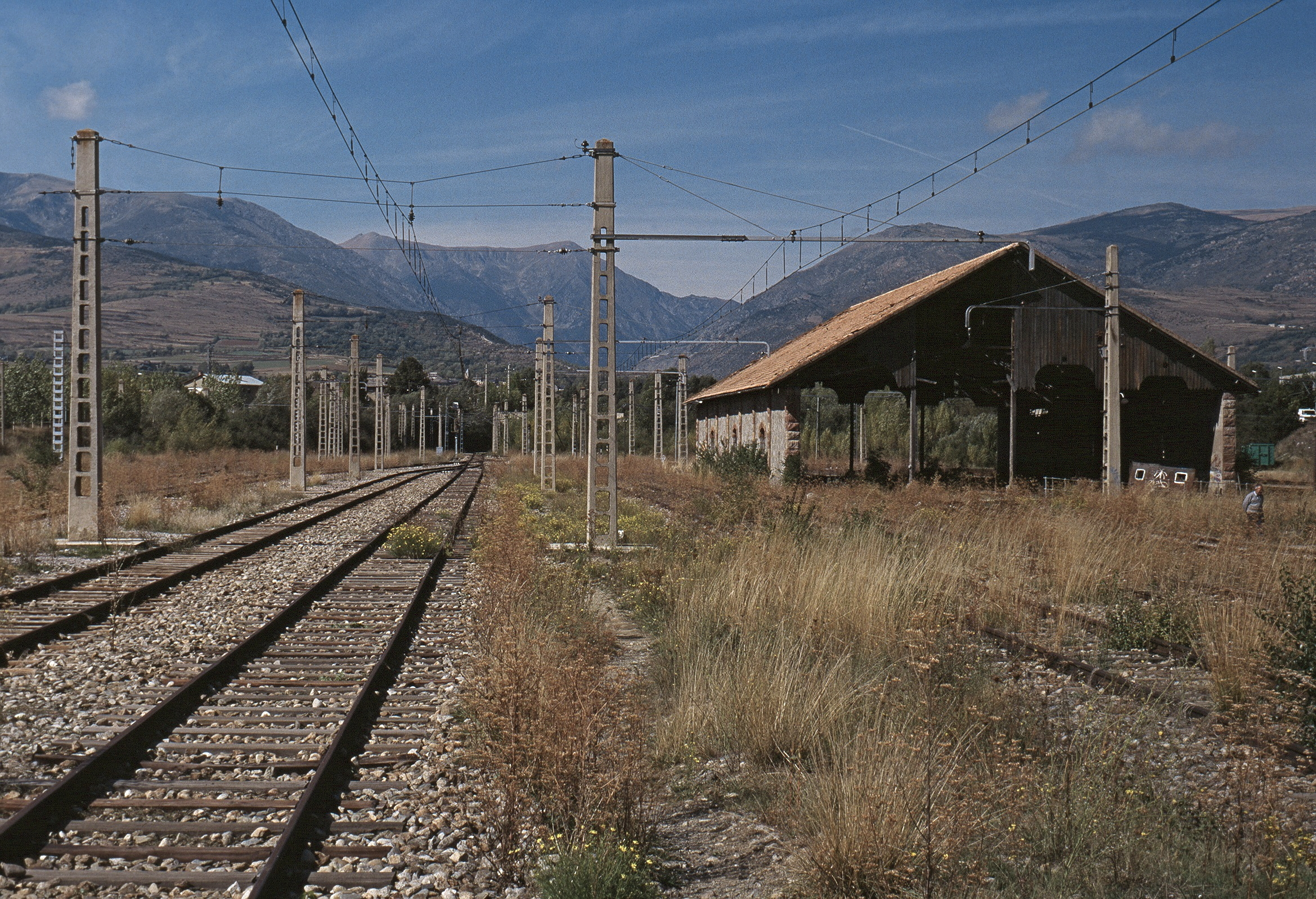
Ehemalige Umladehalle Breitspur / Regelspur